# Danskøya
Danskøya (inglese: Danes Island) è un'isola disabitata dell'arcipelago delle Svalbard in Norvegia nel Mar Glaciale Artico.

## Geografia
Si trova al largo della costa nord ovest di Spitsbergen, l'isola più grande dell'arcipelago, vicino a Magdalenefjorden. Appena a nord si trova Amsterdamøya dalla quale è separata dallo stretto di Danskegattet.
L'isola ha una superficie di 40,6 km² ed è compresa nel Parco nazionale Nordvest-Spitsbergen. Il punto più elevato è il Wellmankollen (350 m s.l.m.).

## Storia
Il nome dell'isola deriva dal fatto che i danesi furono i primi a utilizzare l'area, soprattutto intorno alla vicina isola di Amsterdamøya per la caccia alle balene, nel 1631 la Danimarca ha istituito una stazione baleniera permanente in Robbe Bay (Kobbefjorden), che è stata abbandonata nel 1658. Un'altra stazione è stata fondata dagli olandesi nel Houcker Bay (Virgohamna), sul lato nord della Danskøya nel 1630. È stata chiamata la "cucina di Harlingen." I resti di questa stazione sono stati visti da Martens Friderich nel 1671.
Danskøya, e in particolare la baia di Virgohamna, è stata il punto di partenza della spedizione artica con cui Salomon August Andrée nel 1897 tentò di raggiungere il Polo Nord con una mongolfiera.

## Escursionismo
Molto affascinanti sono le escursioni da Smeerenburgfjord a Scheibreen e da Alkebreen a Magdalenefjorden.